# Функе, Вальтер фон
Вальтер фон Функе (нем. Walter von Funke, 18 августа 1832, Кёнигсберг (Пруссия) — 10 декабря 1900, Берлин) — немецкий учёный-агроном
, педагог, доктор наук, профессор Гогенгеймского университета.

## Биография
Сын торговца. С 1852 года изучал экономику и сельское хозяйство в университетах Кенигсберга (Пруссия), Гогенгейма и Берлина. Стажировался в различных сельских хозяйствах и в 1862 году получил должность преподавателя в Сельскохозяйственной академии в Проскау.
На основе своей программной статьи «Соображения об экономической организации сельских поместий в свете новейших сельскохозяйственных естественных исследований», опубликованной в 1867 году, получил в 1868 году докторскую степень по политологии в Тюбингенском университете.
Читал лекции по экономике сельского хозяйства, животноводству, сельскохозяйственной технике и истории сельского хозяйства.
Был заведующим опытами сельскохозяйственной опытной станции, с 1881 г. — профессор бреславльского университета и вновь основанного в Бреслау сельскохозяйственного института. Почётный доктор философского факультета университета Бреслау.
Король Вюртемберга Карл I в 1877 году пожаловал ему личный дворянский титул . В 1887 году был избран членом Леопольдины .

## Избранные труды
- «Ueber den Kapitalcharakter des Grundeigenthums» (1861 и 1863);
- «Betrachtungen über die Wirthschafts-Organisation von Landgütern im Lichte der neueren landw. Naturforschung» (1868);
- «Ueber Untergrundsdüngung und einen Untergrunds-Düngepflug» (1872);
- «Grundlagen einer wissenschaftlichen Versuchsthätigkeit auf grösseren Landgütern zur Förderung der Wirthschaftslehre des Landbaues und zur Erweiterung der Agrarstatistik» (1877) и др.